# Institut Nobel

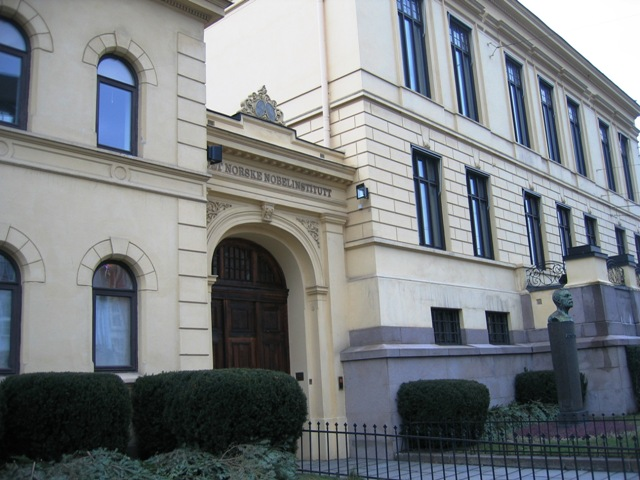
Le bâtiment de l'institut au centre d'Oslo.

L'Institut Nobel norvégien (norvégien : Det Norske Nobelinstitutt) est situé à Oslo depuis sa fondation en 1904.

## Description
L'institut a pour mission principale d'aider le Comité Nobel norvégien dans sa recherche de récipiendaires du prix Nobel et à organiser la cérémonie annuelle de remise du prix à Oslo.
L'institut dispose d'un département de recherche et d'une bibliothèque de plus de 180 000 volumes.
Depuis 1990, le directeur de l'Institut Nobel est Geir Lundestad.